# 血管筋脂肪腫
血管筋脂肪腫（けっかんきんしぼうしゅ、Angiomyolipoma、AML）は、脂肪、血管、筋組織にできる良性腫瘍であり、一般的に腎臓にみられる。症状を引き起こすことはほとんどないが、まれに尿に血が混じったり、痛みが生じるほどの大きさになることがある。合併症には、出血性ショックや腎不全などがあげられる。時に、肝臓などの他の臓器に影響を及ぼすことがある。
血管筋脂肪種は、最大90％の結節性硬化症（TSC）の症例と50％のリンパ脈管筋腫症（LAM）の症例のに発生する。TSCの患者の場合、複数の病変が存在することがよくある。自然的に発生することもある。通常の診断はCTスキャンまたはMRIが使用される。
症状を引き起こさない小さな血管筋脂肪腫は、簡単な監視がされる場合がほとんどである。より大きな血管筋脂肪種または症状がある場合は、外科的除去、塞栓術、またはアブレーションによって治療される。TSCまたはLAMが原因の場合、治療の選択肢の１つとしてmTOR阻害剤が使用される。透析や腎移植が必要になる場合もある。血管筋脂肪種はまれな疾患である。女性は男性よりも一般的に影響を受ける。一般に20歳から50歳の間に発症する。血管筋脂肪種が最初に説明されたのは1900年である。